# Розломи

Типи розломів.

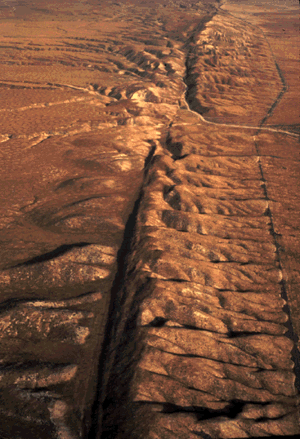
San Andreas Fault

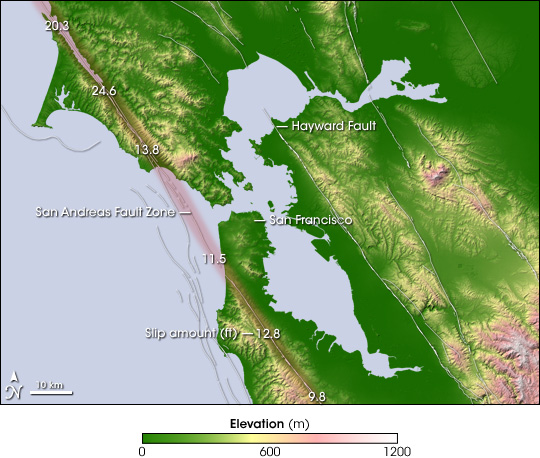
Розлом Сан-Андреас
проходить уздовж узбережжя по лінії північний захід-південний схід. Цифри на лінії розлому вказують на те, наскільки далеко (у футах) зсунулася поверхня землі в цьому місці в результаті землетрусу 1906 року.

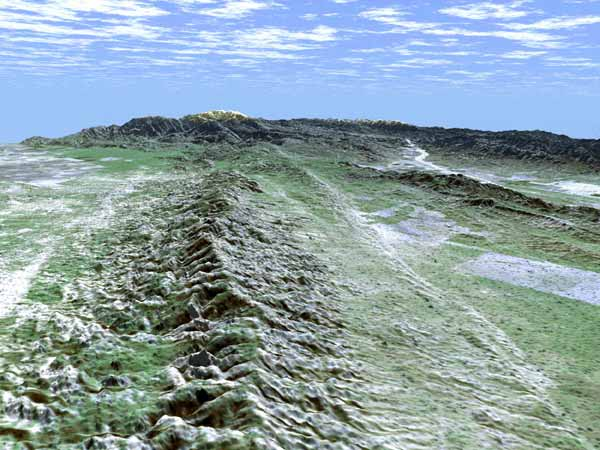
Сан-Андреас (розлом) (Каліфорнія, США)

Розломи (англ. fractures, faults; нім. Brüche m pl, Störungen f pl) — багатозначне поняття.

## Тлумачення
Найпоширеніше тлумачення — це велика диз'юнктивна дислокація земної кори, яка супроводжується розривом та переміщенням розірваних частин геологічних тіл одна відносно одної. Така дислокація поширюється на велику глибину і має значну протяжність та ширину. Розлом звичайно розділяє різнорідні тектонічні структури і має довготривалу історію розвитку. Термін найчастіше використовується при регіональних геологічних дослідженнях.
Геологі́чний розло́м (диз'юнктивна дислокація) — це порушення суцільності гірських порід, без зсуву (тріщина) або із зсувом порід по поверхні розлому. Розломи виникають через відносний рух земної кори і є результатом зрушення тектонічних плит на їх стиках. У зонах активних розломів часто відбуваються землетруси як результат викиду енергії під час швидкого ковзання уздовж лінії розлому. Оскільки найчастіше розломи складаються не з єдиної тріщини або розриву, а із структурної зони однотипних тектонічних деформацій, які асоціюються з площиною розлому, то такі зони називають зонами розлому. Дві сторони не вертикального розлому називаються висячий бік і підошва (або лежачий бік) — за визначенням, перше відбувається вище, а друге нижче за лінію розлому.
Синоніми — розрив, розривне порушення, розривна дислокація та інше.

## Історія
Виділення великих розломів, часто з числа так званих лінеаментів (У. Гоббс, 1909), які відзначалися значною протяжністю, почалося з 30-х рр. XX ст. Прикладами можуть служити так звана лінія Карпінського, що проходить на північ від Українського щита і сягає Закаспію. У 40-х рр. XX ст. систему великих розломів світу Р. Зондер назвав регматичною сіткою.

## Класифікація
У структурній геології розломи класифікують за різними ознаками. Так, за відносною величиною головних напружень та напрямками відносних переміщень крил серед розломів крихкої верхньої кори виділяють скиди, підкиди (насуви) та зсуви.
- Скиди мають зміщувачі, які нахилені в бік опущених крил розлому. Утворення їх пов'язано з горизонтальною деформацією розтягу, тобто з таким напруженим станом, при якому вертикальна складова напруження є літостатичним тиском, а горизонтальне девіаторне напруження є розтягуючим.
- Підкиди визначаються нахилом зміщувача в бік піднятого крила або переміщенням висячого крила вгору. Подібно до того, як скид утворюється в результаті горизонтальної деформації розтягу, утворення підкидів пов'язано з горизонтальним стисненням.
- Зсув. У випадку зсуву зміщення відбуваються за його простяганням, тобто строго горизонтально, тому вертикальна деформація відсутня.

Чимало розломів глибоко проникають у літосферу і навіть у верхню мантію, де суттєву роль відіграють процеси твердопластичної течії. Крім того, у зв'язку з розвитком термофлюїдних потоків у розломах з таким глибоким закладенням фронт пластичності послідовно піднімається до верхніх горизонтів кори, що обумовлює появу на одних і тих же глибинах розломів з проявом різних деформаційних механізмів, тобто розломів різних реологічних типів.
Загальним визнанням користується класифікація розломів різних реологічних типів Дж. Рамсея, котрий виділяє крихкі, крихко-пластичні та пластичні розломи.
В останні роки Є. І. Паталаха та О. І. Лукієнко виділяють п'ять реологічних типів розломів: крихкі, крихко-в'язкі, субв'язкі, в'язкі кліважні, в'язкі кристалізаційно-сланцюваті та ґнейсуваті.

## Опис розломів
Масштабність розломних структур, і в першу чергу глибина закладення, яка значною мірою визначає реологічну поведінку геологічних середовищ, слугують основою для розподілу розломів на корові й глибинні. Такий розподіл досить умовний, оскільки головна ознака, за якою він здійснюється, — глибинність, — діагностується в більшості випадків дуже ненадійно.
Великі розломи підкорового закладення розглядаються геотектонікою в числі найважливіших геоструктурних елементів континентів і океанів.
Вперше поняття та головні ознаки глибинного розлому визначив в 1945 р. А. В. Пейве. До таких ознак належать: велика протяжність, значна глибина закладення, велика тривалість розвитку та різна історія розвитку крил. Усі ці ознаки відносні, кількісні характеристики можуть змінюватись у широких межах. Ті чи інші характеристики глибинних розломів установлюються як за допомогою дистанційних, передусім геофізичних методів, так і шляхом безпосереднього вивчення історії геологічного розвитку їх крил та шовної зони — зони концентрованих деформацій, проявів вулканізму, інтрузивного магматизму, зонального метаморфізму, метасоматозу та ін. Ширина шовної зони може змінюватися від сотень метрів до декількох десятків кілометрів.
Існують різні класифікації глибинних розломів. Так, за глибиною проникнення В. Ю. Хаїн поділяє глибинні розломи на загальнокорові, літосферні та мантійні. Загальнокорові досягають поверхні Мохоровичича, літосферні затухають в астеносфері, а мантійні (надглибинні) розломи глибоко проникають у мантію.
За розміщенням глибинних розломів у загальній структурі земної кори виділяють три їхні групи (В. Ю. Хаїн, 1985): розломи першого порядку визначають межі головних літосферних плит — дивергентні (розсуви океанічних рифтів), конвергентні (зони Вадаті-Заварицького-Беньофа) і трансформні (головні трансформні розломи); розломи другого порядку розмежовують малі плити, континентальні та океанічні мегаблоки літосферних плит, платформи і геосинклінальні складчасті системи, ев- і міогеосинклінальні зони геосинкліналей, великі мегаблоки континентів; розломи третього порядку обмежують менш значні рифти та авлакогени у фундаменті давніх платформ, структурно-формаційні зони геосинкліналей, сюди ж відносять більшість трансформних розломів океанів.
За динамо-кінематичними ознаками серед глибинних розломів виділяють: глибинні скиди, розсуви, співзсуви, насуви та зсуви.
Глибинні скиди виникають унаслідок розтягуючих напружень у гравітаційно нестійких ділянках земної кори, де ізостатична рівновага порушується різноманітними тектонічними процесами, їхні шовні зони (змішувачі) нахилені відповідно до дії максимальних дотичних напружень, зміщення по них компенсують розтяг. Глибинні скиди часто виникають в осьових частинах склепінних піднять, де з ними пов'язано формування великих западин, авлакогенів, рифтогенних структур (Верхньорейнський грабен, Байкальський рифт, рифт Червоного моря).
Глибинні розсуви відзначаються не лише потоншенням кори, а й повним її розривом та розсуванням. Переміщення крил у них перпендикулярно до поверхні відриву. Явища розсуву літосфери особливо поширені в рифтових зонах серединно-океанічних хребтів.
Глибинні співзсуви (у російськомовній літературі — «содвиги») асоціюють із так званими сутурами, або швами і відображають умови зіштовхування і колізії літосферних плит під час зустрічних переміщень, їхньою найважливішою ознакою є поширення офіолітів, часто з проявами високобаричного метаморфізму. Сутури є важливим компонентом будови складчастих поясів. На тлі загального стиснення високопорядкові переміщення в їх межах дуже різноманітні, часто субвертикальні та зсувні. До давніх швів відносять Криворізький розлом Українського щита, який розділяє Кіровоградський та Середньопридніпровський блоки. Прикладами молодих сутур можуть служити лінія Ніколаєва в Тянь-Шані, зона Інд-Цангло в Гімалаях та ін.
Глибинні насуви виникають в умовах латерального стиснення літосфери. Зони глибинних насувів відзначаються високим рівнем деформованості, розвитком динамометаморфізму, кліважу, прирозломних складок. Вони, як правило, обмежують різнорідні блоки земної кори (терейни), які відзначаються як у фанерозойських рухливих поясах, так і у фундаменті давніх платформ. Прикладом таких структур може бути Північно-Байкальський крайовий шов, по якому Північно-Байкальське нагір'я було насунуто на південну крайову частину Сибірської платформи.
Тектонічні покриви або шар'яжі — це гігантські насуви, як правило, зі зміщувачем хвилястої будови, з переміщеннями величезної маси гірських порід за десятки і сотні кілометрів. Уперше вони були встановлені в Альпах наприкінці XIX ст. французьким геологом М. Бертраном, а потім виявлені в складі практично всіх рухливих поясів нашої планети.
Глибинні зсуви найпоширеніші серед глибинних розломів складчастих областей, де вони часто виступають межами найважливіших структурно-формаційних зон (терейнів). Чимало зсувів були активними структурами протягом сотень мільйонів років. Сучасні переміщення за деякими з них становлять від 1 до 2 см/рік, а сумарна амплітуда латеральних переміщень може досягати декількох сотень кілометрів. Глибинні зсуви діагностуються за зміщенням геологічних меж, структурно-формаційних зон, інтрузивних масивів та їхніх контурів, супроводжуються характерними вигинами складчастих структур і геофізичних аномалій. Прикладами глибинних зсувів можуть бути розлом Сан-Андреас на заході США, Грейт-Глен у Північній Шотландії, Таласо-Ферганський на Тянь-Шані.
У цілому, глибинні розломи є важливим проявом «ендогенної» діяльності планети. Ці структури планети виступають регуляторами флюїдно-теплових потоків і пов'язаних з ними процесів метаморфізму, метасоматозу та магматизму в різних формах і проявах.